# San Antonio Cipresal
San Antonio Cipresal är en ort i Mexiko.   Den ligger i kommunen Teopisca och delstaten Chiapas, i den sydöstra delen av landet, 800 km öster om huvudstaden Mexico City. San Antonio Cipresal ligger 2 027 meter över havet och antalet invånare är 156.
Terrängen runt San Antonio Cipresal är kuperad åt sydost, men åt nordväst är den bergig. Runt San Antonio Cipresal är det ganska tätbefolkat, med 104 invånare per kvadratkilometer. Närmaste större samhälle är Teopisca, 7,4 km sydost om San Antonio Cipresal. I omgivningarna runt San Antonio Cipresal växer huvudsakligen savannskog.